# دیر الجبراوی
دیر الجبراوی (به عربی: دیر الجبراوی) یک منطقهٔ مسکونی در مصر است که در استان اسیوط واقع شده‌است.